# 816
816 (DCCCXVI) je bilo prestopno leto, ki se je po julijanskem koledarju začelo na torek.

## Dogodki
- 1. januar

## Rojstva
- Papež Formoz († 896)